# ホーリー・モーターズ
『ホーリー・モーターズ』（Holy Motors）は、レオス・カラックス監督・脚本による2012年のフランス・ドイツのドラマ映画である。カラックスにとっては1999年の『ポーラX』以来の長編映画である。第65回カンヌ国際映画祭ではコンペティション部門に出品された。また、英BBCが発表した「21世紀の偉大な映画100選」では16位にランクインしている。

## ストーリー
物語は、監督であるレオス・カラックス自身が目覚める（あるいは、「夢から醒める」という夢を見る）場面から始まる。彼はこれから観客に、最初期の連続写真から最新鋭のCGを駆使した映像まで、120年に及ぶ映画史を一挙に見せていく。
主人公のオスカーは、セリーヌが運転するリムジンの後部座席を楽屋として使用し、パリの街なかをまわっては変幻自在に数々の役を演じていく。

### ランデヴー①（物乞い）
セーヌ川にかかる橋の上で、物乞いをする老婆。彼女は言う。「もう何年もの間、目にするのは地面と通り過ぎる人の足だけだ。みんなから嫌われてる。それでもこうして生きさらばえる。死ねないことほど恐ろしいものはない」。

### ランデヴー②（VFX技術）
全身にマーカーを付け、モーションキャプチャー撮影に挑むオスカー。アクションシーンをこなし、3DCGのキャラクターと一体化し、相対する女性キャラクターと淫靡に踊る。

### ランデヴー③（メルド）
オムニバス作品『TOKYO!』の中で東京にも出現したことのある、フランス語で「クソ」という意味の名前を持つ怪人、メルド。地下用水路を通ってモンパルナス墓地に出現し、人々を襲ったあげく女性モデルを拉致し、彼女の歌う子守唄で眠る。

### ランデヴー④（親子物語）
パーティーのために、週末を使ってパリに滞在していたアンジェラとその父。しかし彼女は自分の容姿に自信がなく、男の子とも仲良くなれない。結局、パーティーの間じゅうバスルームに閉じこもっていたものの、そのことが父にばれて失望される。

### インターミッション
聖堂の回廊を練り歩きながら、アコーディオンを演奏するオスカーたち。

### ランデヴー⑤（ギャング映画①）
復讐のため、テオと呼ばれる人物が潜むアジトに赴くギャング。彼はテオを刺して倒した後、髪型や服装を変えて自分が死んだように偽装する。しかしテオはかろうじて生きており、逆襲に転ずる。地面に倒れた二人は双子のように瓜二つだった。

### ランデヴー⑥（ギャング映画②）
オスカーはリムジンの車窓から、以前から狙っていた銀行の重役を偶然見つける。彼は最初のアポの直前にオスカー自身が演じていた人物で、その日の予定通り「フーケッツ」(多くの映画に登場した、大変有名な老舗のブラスリー)でセルジュとの面会の最中だった。決着をつけようと車を飛び降りるオスカー。標的は殺したものの、護衛からの銃撃を受けて倒れる。

### ランデヴー⑦（臨終の場面）
ホテルの一室で息絶えようとしているヴォーガン氏と、傍で見守る姪のレア。彼女はヴォーガンから受け継いだ財産で富裕になったが、金が目当てだった夫と結婚したことで零落してしまった。ヴォーガンは「君はたとえ憎まれていたとしても、愛されてもいたのだ」と言い残して絶命する。

### ランデヴー⑧（ミュージカル映画／ポンヌフの恋人）
オスカーは『ポンヌフの恋人』の主役・アレックスとしてヒロインのミシェル（ジーン）と再会する。ポンヌフのすぐ近くの、老朽化し閉鎖されたサマリテーヌ百貨店で、ジーンの相手役の男が来るまでの20分間に、二人は今までの20年を取り戻そうとする。ジーンは「あの頃の私たちは誰だったの？」と歌い、二人の間には子どもがいたことが示唆される。オスカーと別れたあと、ジーンはキャビン・アテンダントのエヴァとなり、相手の男とともにビルの屋上から飛び降りて自殺する。

### ランデヴー⑨（コメディ）
長い一日を終え、帰宅したオスカー。しかし自宅で待っていた妻と子どもたちはチンパンジーだった。
セリーヌは一人、他のリムジンで埋め尽くされた「ホーリー・モーターズ」のガレージに車を走らせる。駐車場に車を停め、顔に白い仮面をつけてその場を離れる。彼女がいなくなった途端、リムジンたちは互いに話し始め、自分たちが時代遅れで必要とされていないのではないかという恐怖を表す。

## メタフィルムとしての性格
監督のレオス・カラックスは映画史を語るために、今まで数え切れないほどの映画の舞台となってきた街・パリを再び舞台として様々な映画のシーンを再現し、かつ自らの作品（『ポンヌフの恋人』）にも戻って来た。そのため、この作品は「映画についての映画」であり、メタフィルムと言える。
映画の撮影時、各ショットの初めの合図である「アクション！」というかけ声を、フランス語では「モトゥール（Moteur）！」という。それに「聖なる」を意味する形容詞「Holy」を付加した本作のタイトル『ホーリー・モーターズ』は、この作品が無数の映画作品へのオマージュであることを示している。
作品中にはオスカーがこなす「仕事」以外にもいくつか、映画とその歴史に関する言及がある。例えば、彼は「カメラのことは残念だ。どんどん小さくなって、いまや目に視えなくなった」と語っている。このような方向性は、ジャン＝リュック・ゴダールのラディカルな方法論に見られるような、従来の「マスターショット」を排したカメラの人工的な無作為性や、反ナラティブで極めて断片化された実験的な映像において推進されていると言える。
また、ところどころで挿入される、手を開いたり閉じたりする動きや、幅跳びや綱引きをする男を捉えた映像はエドワード・マイブリッジの初期の連続写真であり、映画の黎明期の作品として位置付けられるものである。
他にも、ラストシーンでセリーヌが付ける仮面は明らかに、1960年の映画『顔のない眼』への言及である。
また、冒頭に登場するモダニズムの邸宅は、フランスの建築家ロベール・マレ＝ステヴァンスが、『人でなしの女』の衣装を担当した服飾デザイナーであるポール・ポワレのために1923年に建てたものである。カラックスは1920年代のフランス映画へのオマージュとして、この邸宅を映画に登場させた。マレ＝ステヴァンスは当時、白い立方体を組み合わせたキュビスム風のセットを製作していた。1923年の『人でなしの女』に登場する邸宅と実験室も彼が手がけたものである。

## キャスト
- オスカー／銀行家／物乞い／モーションキャプチャーの男／メルド／父親／アコーディオン奏者／殺し屋／殺されるギャング／ヴォーガン／家路に着く男：ドニ・ラヴァン
- セリーヌ：エディット・スコブ
- ケイ・M：エヴァ・メンデス
- エヴァ（ジーン）：カイリー・ミノーグ
- レア（エリーズ）：エリーズ・ロモー（フランス語版）
- アンジェラ：ナースチャ・ゴルベヴァ・カラックス
- あざを持つ男：ミシェル・ピコリ
- 眠る男：レオス・カラックス
- モーションキャプチャーの女：ズラータ

## 音楽
使用された主な楽曲は以下の通り。
| 曲名                                                          | 作曲者（歌手）                                                 | 備考 |
| ------------------------------------------------------------- | -------------------------------------------------------------- | --- |
| 『Who Were We ?』                                             | レオス・カラックス & Neil Hannon                               | 本作のために作曲されたもので、ジーンが独唱する。ピアノ・ソロで演奏されるライトモチーフが作品の随所で使用されるほか、オーケストラ・ヴァージョンがエンドクレジットで流れる。 |
| 『Funeral March (Adagio molto) String Quartet 15 E. Op. 144』 | ドミートリイ・ショスタコーヴィチ                               | レアの登場シーンと、ジーンとの再開シーンの後に流れる。 |
| 『Revivre』                                                   | Gérard Manset                                                  | オスカーが家路に着く場面で流れる。別の映画の中（本作）で再会できたアレックスとミシェルに呼応するように、「もう一度同じこの人生を生き直したい」、「私たちは生まれた場所へとさかのぼっては下っていくサケのようだ」などと歌われており、ニーチェの永劫回帰や可能世界論などを思わせもする。 |
| 『How are you getting home ?』                                | Ron Mael（スパークス (バンド)）                                | アンジェラを迎えに行く前後の車内のシーンで、カーステレオから流れてくる。 |
| 『ゴジラ、メインタイトル 備後丸の沈没』                       | 『ゴジラ』オリジナルサウンドトラックより                       | メルドが墓地で暴れ回るシーンで使用される。 |
| 『Let My Baby Ride』                                          | R. L. Burnside / Tom Rothrock                                  | アコーディオンのヴァージョンに編曲されたものを、オスカーたちが演奏する。 |
| 『熱く胸を焦がして』                                          | キャシー・デニス／Rob Davis（カイリー・ミノーグ）              | ジーン役のカイリー・ミノーグの楽曲。パーティー会場となったビルの一室から聴こえてくる。アンジェラの携帯電話の着メロにもなっている。 |
| 『マイ・ウェイ』                                              | クロード・フランソワ／ジャック・ルヴォー（フランク・シナトラ） | 一日の終わりに、オスカーとセリーヌが口ずさむ。 |
| 『All the Pretty Little Horses』                              |                                                                | ケイ・Mが歌う子守唄。 |
| 『Come with Me Now』                                          | Kongos                                                         | 予告編で使用された。 |